# Elisabeth Frink
Dame Elisabeth Jean Frink (Great Thurlow, 14 novembre 1930 – Blandford Forum, 18 aprile 1993) è stata una scultrice britannica.
Le opere di Frink sono perlopiù soggetti figurativi in bronzo, a volte di grandi dimensioni. Molte delle sue creazioni sono raccolte in vari musei e gallerie d'arte, fra cui la Hastings Contemporary, la National Galleries of Scotland, la Ingram Collection of Modern British Art, la Priseman Seabrook Collection e il Victoria and Albert Museum.

## Biografia

### Gioventù

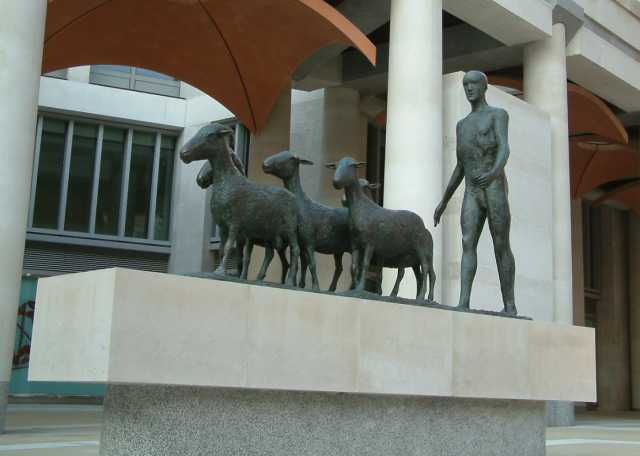
Paternoster (1975), Londra

Elisabeth Frink nacque nel mese di novembre del 1930 nella casa dei suoi nonni paterni ("The Grange"), nel villaggio inglese di Great Thurlow e crebbe nei pressi di un aeroporto militare del Suffolk. Durante la seconda guerra mondiale, scoppiata quando Frink stava per compiere nove anni, lei sentiva spesso il rumore dei bombardieri che atterravano nell'aeroporto, e una volta fu costretta a proteggersi sotto una siepe per evitare di essere colpita dalle raffiche di mitra di un aereo tedesco. Frink fu evacuata assieme alla madre e il fratello, e si trasferì con essi a Exmouth. Mentre Frink frequentava la locale Southlands Church of England School, questa fu requisita dall'esercito britannico nel 1943 e la futura scultrice iniziò a frequentare il Convent of the Holy Family School.

### Carriera

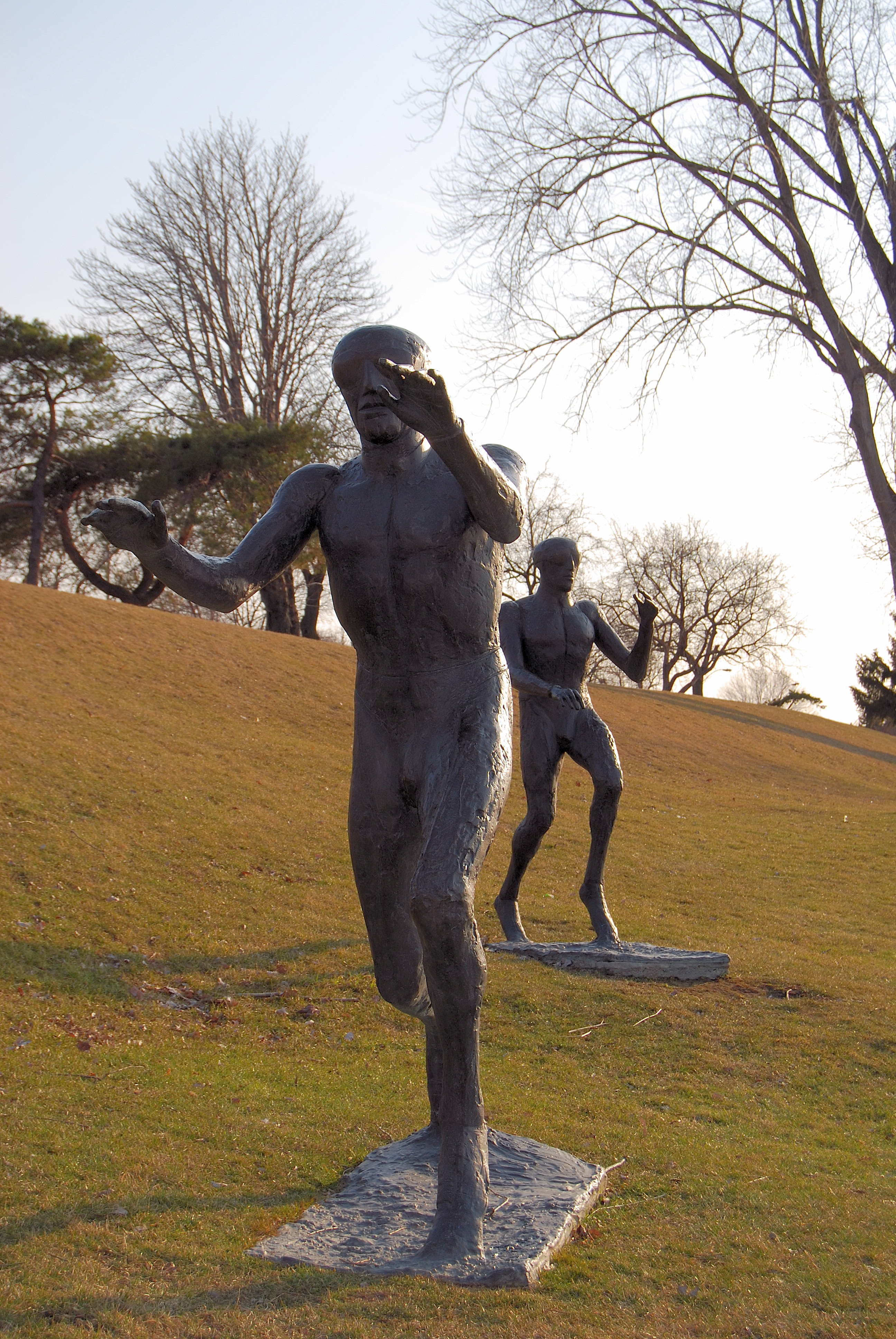
Flying Men, Windor

Nel 1946, Frink si iscrisse alla Guildford School of Art ove ebbe fra i docenti lo scultore Willi Soukop, mentre nel 1949 passò alla Chelsea School of Art. Nei primi anni 1950, Frink entrò nei Geometry of Fear, gruppo artistico comprendente Reg Butler, Bernard Meadows, Kenneth Armitage ed Eduardo Paolozzi. La prima mostra personale di Frink si tenne alla St George's Gallery di Londra nel 1955. Nel 1958 entrò a far parte del personale della Waddington Galleries, a partire dall'anno seguente fino al 1972, iniziò a tenere una mostra all'anno nella galleria. Dal 1967 al 1970, Frink visse in Francia. Nel 1971, l'artista esibì per la prima volta le sue opere alla Royal Academy londinese in occasione della Summer Exhibition. Nello stesso anno, Frink fu eletta Associate dell'Accademia. Nel 1974, iniziò ad esporre le sue sculture assieme a quelle dei Beaux Arts (Patricia e Reg Singh). Nel 1979, l'artista britannica venne eletta accademica della Royal Academy, ma rifiutò tale posizione, che venne quindi assegnata a Roger de Grey.
A partire dagli anni 1980, Elisabeth Frink ebbe un'impennata di notorietà, come confermano la pubblicazione di un catalogo del 1982 dedicato all'opera omnia dell'artista, le numerose opere a lei commissionate, fra cui quelle ubicate alla Chatsworth House e alla Ragley Hall di Alcester, e una retrospettiva di carriera organizzata dalla Royal Academy. Nel 1985, la scultrice venne incaricata per la prima volta di realizzare le sue prime sculture di grandi dimensioni, ovvero tre statue  per una sede aziendale (una delle quali alta più di due metri), e un memoriale ai martiri di Dorset ancora oggi collocato a Dorchester. Nel 1990 terminò la sua penultima scultura Desert Quartet. Nello stesso periodo, Frink fu insegnante per qualche tempo presso la Sir Henry Doulton School of Sculpture.
Durante i primi mesi del 1991, le venne diagnosticato un cancro dell'esofago che la costrinse a interrompere la sua attività per qualche settimana. Nel mese di settembre, Frink venne nuovamente ricoverata a causa di altre complicazioni dovute al tumore, e la sua salute diventava sempre più cagionevole, ma riuscì comunque a tenere delle mostre a New Orleans e New York. Frink morì all'età di sessantadue anni a Blandford Forum, il 18 aprile 1993, una settimana dopo aver terminato l'imponente statua di Cristo della cattedrale di Liverpool. Nel mese di agosto del 1996, vennero emessi dei francobolli dedicati a Elisabeth Frink e altre quattro "donne di successo" (le altre erano Dorothy Hodgkin, Margot Fonteyn, Marea Hartman e Daphne du Maurier).

## Stile e tecnica

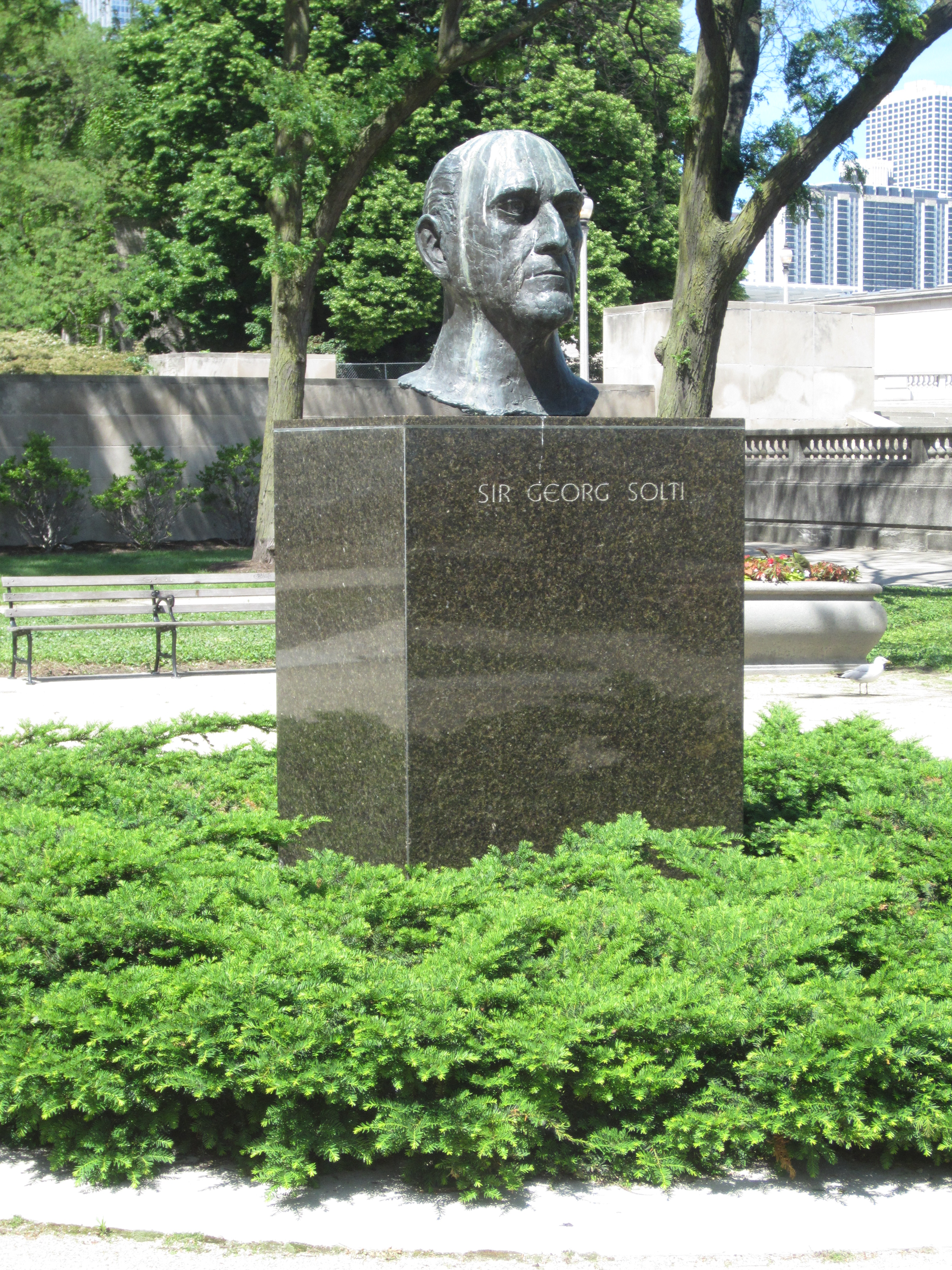
Busto di Sir Georg Solti, Chicago

Le opere di Elisabeth Frink sono sculture in bronzo, prodotte da tagli singolari e superfici lavorate, e destinate agli spazi aperti. Similmente ad Alberto Giacometti, Frink realizzava le sue sculture aggiungendo direttamente del gesso umido su un'armatura in cavi di ferro, un processo che "contraddice l'essenza stessa della 'forma di modellazione' tradizionale" concepita da Rodin.
Dopo aver realizzato dei drammatici disegni di uomini e uccelli feriti e morenti che, in qualche modo, catturano lo zeitgeist della seconda guerra mondiale, Frink iniziò a creare sculture di uomini (il più delle volte soggetti maschili), uccelli, cani, cavalli e motivi religiosi. Durante il suo soggiorno in Francia, creò alcuni busti di uomini minacciosi che indossano gli occhiali. Tornata in madrepatria, concentrò la sua attenzione sui nudi maschili. Durante la sua carriera, l'artista britannica realizzò anche diverse litografie, incisioni, e illustrazioni per i libri sui temi dell'aggressività e della virilità. Frink dichiarò che la sua esigenza di riprodurre soggetti prevalentemente maschili era dettata dal fatto che "(l'uomo) è una sottile combinazione di sensualità e forza vulnerabile.

## Vita privata
Elisabeth Frink viveva in una famiglia cattolica composta da Jean Elisabeth (nata Conway-Gordon) e Ralph Cuyler Frink, un ex ufficiale delle 4th/7th Royal Dragoon Guards e fra i membri del reggimento di cavalleria soccorsi durante l'Operazione Dynamo del 1940. Elisabeth aveva anche un fratello di nome Tim. Frink sposò Michel Jammet nel 1955 e dalla loro unione nacque un figlio nel 1958. Dopo aver divorziato con Jammet nel 1963, Frink iniziò una relazione con Edward Pool perdurata per dieci anni. Il suo terzo marito fu l'ungherese Alexander Csaky, che sposò nel 1974.